# Calonema stricta
Calonema stricta là một loài thực vật có hoa trong họ Lan. Loài này được (D.M. Bates) Szlach. mô tả khoa học đầu tiên năm 2001.